# Ribnjak (Nekcse)
Ribnjak falu Horvátországban, Eszék-Baranya megyében. Közigazgatásilag Nekcséhez tartozik.

## Fekvése
Eszéktől légvonalban 41, közúton 47 km-re nyugatra, Diakovártól légvonalban 34 közúton 41 km-re északnyugatra, községközpontjától légvonalban 7, közúton 9 km-re északkeletre, Szlavónia középső részén, a Szlavóniai-síkságon, a Nekcséről Eszékre menő úttól és az Eszékről Verőcére menő vasútvonaltól északra, a Jelisavacot Klokočevcivel összekötő út mentén fekszik. Határának jelentős részét a Ribnjak-Breznica halastórendszer foglalja el.

## Története
A települést 1900-ban alapították, amikor a térség birtokosa Pejácsevich gróf halnevelés céljára az első halastavat létesítette a határában. Kezdetben a halastavaknál dolgozó munkások szálláshelye volt. A kialakított tórendszer teljes területe 1400 hektár volt. A településnek 1900-ban 39, 1910-ben 153 lakosa volt. Verőce vármegye Nekcsei járásához tartozott. Az 1910-es népszámlálás adatai szerint lakosságának 50%-a német, 20%-a horvát, 17%-a magyar, 8%-a szlovák, 5%-a szerb anyanyelvű volt. Az első világháború után 1918-ban az új szerb-horvát-szlovén állam, majd később (1929-ben) Jugoszlávia része lett. A német és magyar lakosságot a második világháború idején elűzték. Helyükre az ország más területeiről érkezett horvátok települtek. A legnagyobb tó Kravlje mellé az 1960-as években önálló település létesült. A leggyakoribb halfajta a ponty, a süllő és a harcsa volt. A halakat keskeny nyomtávú vasúttal hordták a breznicai vasútállomásra, ahol vonatra rakták őket. A vasúti szállítás azonban az 1990-es években megszűnt és azóta kamionokkal történik. A kisvasút ma turisztikai célokra és a halászok, vadászok szállítására szolgál. 1991-ben lakosságának 97%-a horvát nemzetiségű volt. 2011-ben 51 lakosa volt.

## Lakossága
| Lakosság változása | Lakosság változása | Lakosság változása | Lakosság változása | Lakosság változása | Lakosság változása | Lakosság változása | Lakosság változása | Lakosság változása | Lakosság változása | Lakosság változása | Lakosság változása | Lakosság változása | Lakosság változása | Lakosság változása | Lakosság változása |
| ------------------ | ------------------ | ------------------ | ------------------ | ------------------ | ------------------ | ------------------ | ------------------ | ------------------ | ------------------ | ------------------ | ------------------ | ------------------ | ------------------ | ------------------ | ------------------ |
| 1857               | 1869               | 1880               | 1890               | 1900               | 1910               | 1921               | 1931               | 1948               | 1953               | 1961               | 1971               | 1981               | 1991               | 2001               | 2011               |
| 0                  | 0                  | 0                  | 0                  | 39                 | 153                | 66                 | 205                | 204                | 186                | 168                | 80                 | 65                 | 68                 | 60                 | 51                 |

(1981-től önálló településként.)

## Nevezetességei
A faluban étterem működik, ahol a halkülönlegességek mellett ehhez kapcsolódó szolgáltatásokat is igénybe lehet venni.